# Castillo de Belmonte de Gracián
El castillo de Belmonte de Gracián era una fortaleza musulmana, original del siglo X, ubicada el municipio zaragozano de Belmonte de Gracián, en lo alto de un cerro, sobre la población.

## Historia
Si bien se trata de un castillo de origen musulmán del siglo X, tras la reconquista de la población en 1120 por Alfonso I el Batallador, poco se sabe de la fortaleza hasta que durante el siglo XIV, durante la guerra de los Dos Pedros, los castellanos atacaron el castillo en 1357 y lo tomaron en 1362, no siendo recuperado por Aragón hasta 1366. Una vez pasadas las épocas de conflictos, junto al castillo se construyó la iglesia de Nuestra Señora del Castillo.

## Descripción
Se trata de un recinto de forma alargada, que se ajusta al terreno del cerro donde se encuentra construido y que tiene unos 90 metros en su eje mayor y 50 en el menor. Los restos que podemos ver en la actualidad, corresponden a las obras de refuerzo realizadas en la fortaleza en el siglo XIV para afrontar las guerras contra Castilla y se tratan de muros de tapial y piedra sillar de yeso que se confunden con el terreno.
La planta del castillo presenta tres recintos escalonados y esta levantado al borde de un precipicio. El recinto más alto, correspondiente a la parte más antigua del castillo, se encuentra sobre un peñón rocoso casi circular. El recinto intermedio, orientado al norte, conserva escasos restos de muralla y existe un portillo y conserva dos torreones en el lado este bastante rebajados en altura. En el recinto más bajo es donde se construyó la iglesia de Nuestra Señora del Castillo con su recinto amurallado, de la que conserva una torre primitiva del castillo.

## Catalogación
El Castillo de Belmonte de Gracián está inscrito en el Registro Aragonés de Bienes de Interés Cultural al estar incluido dentro de la relación de castillos considerados Bienes de Interés Cultural como zona arqueológica, en virtud de lo dispuesto en la disposición adicional segunda de la Ley 3/1999, de 10 de marzo, del Patrimonio Cultural Aragonés. Este listado fue publicado en el Boletín Oficial de Aragón del día 22 de mayo de 2006.